# Buona notte bambino
Buona notte bambino is een Italiaans liedje van de Belgische zanger Rocco Granata uit 1962. Het nummer verscheen in een vertaling van Jules Verard ook in het Duits.
Het nummer was zeer succesvol in Duitsland, alwaar Rocco zich had gevestigd na het internationale succes van Marina.